# 남춘천초등학교
남춘천초등학교는 대한민국 강원특별자치도 춘천시 온의동에 있는 초등학교다.

## 학교 연혁
- 1953년 10월 1일 남춘천국민학교 개교
- 1994년 12월 27일 현 신축교사 이전
- 1996년 3월 1일 남춘천초등학교로 개칭
- 1996년 10월 11일 남부초등학교 분리
- 2023년 3월 1일 제28대 남민숙 교장 부임
- 2023년 12월 29일 제71회 졸업식(총 14,273명)

## 학교 상징
- 교화 (철쭉) - 관상용으로 사랑을 받듯 어디에서나 마음을 열고 아름답게 자라길 바라는 마음
- 교목 (소나무) - 사계절 늘 푸른 꿈을 가꾸는 한결같은 노력으로 새 나라의 주인으로 자라고자 다짐하는 마음

## 참고 자료
- 남춘천초등학교 - 한국교육학술정보원 학교알리미